# Bola de cristal

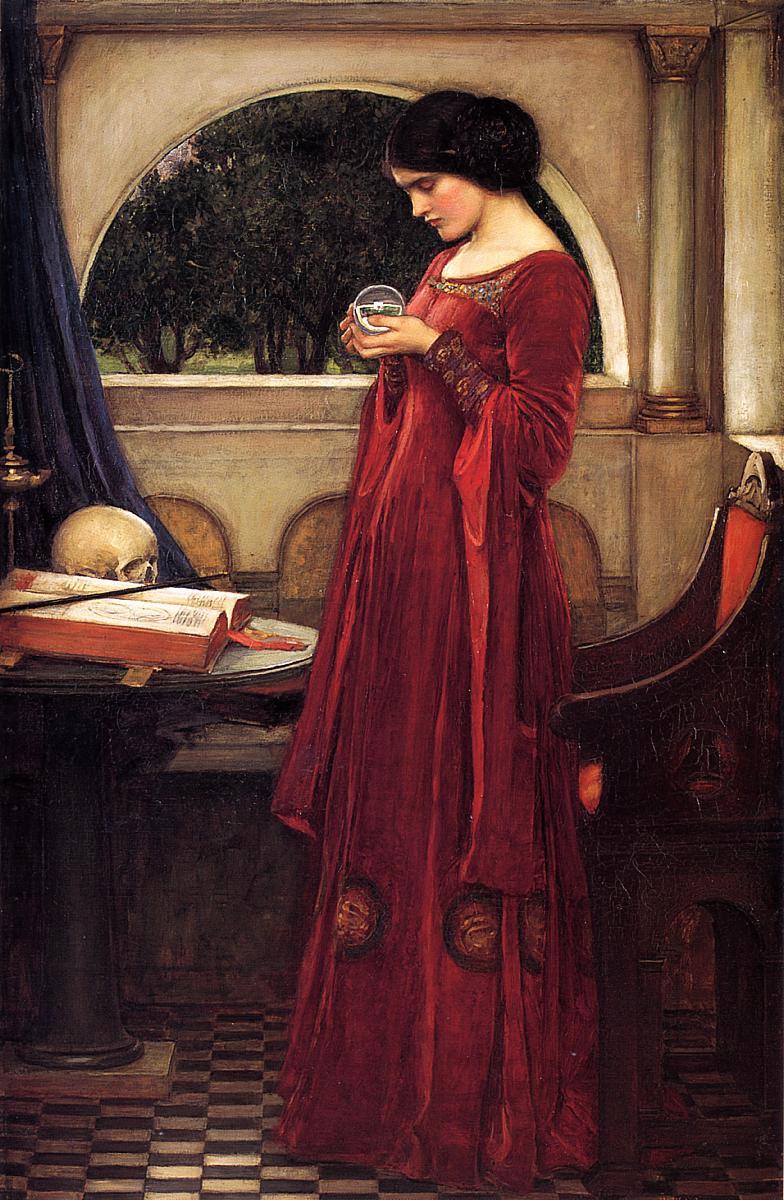
La bola de cristal, John William Waterhouse, 1902.

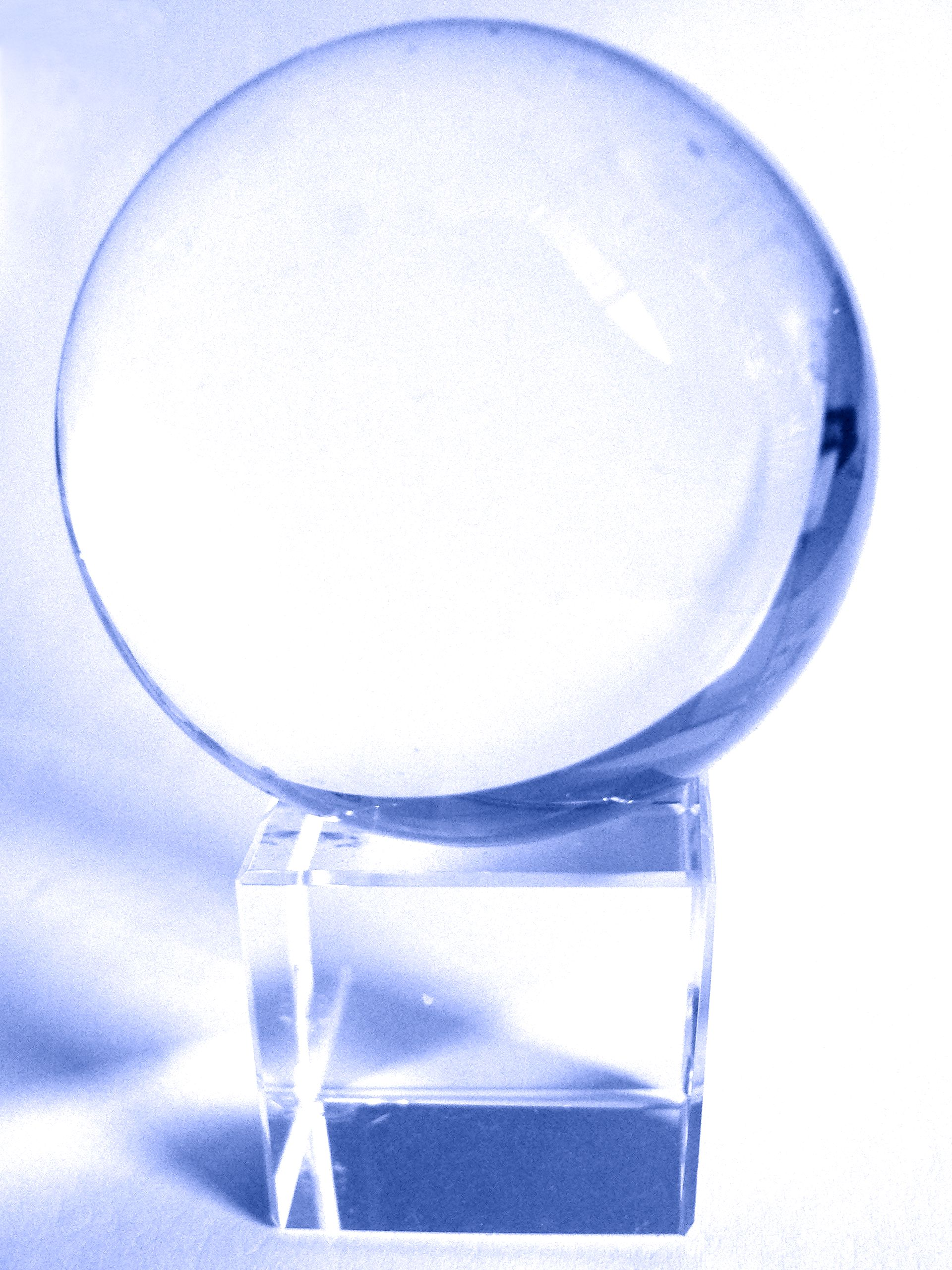
Una bola de cristal

Una bola de cristal es una bola de vidrio o de cristal que es utilizada como un instrumento para la clarividencia.
Una práctica alternativa, también utilizada en la adivinación, es el uso de una copa de cristal transparente y redonda llena de agua.

## Historia
Las tribus célticas, que se sabe habitaban la isla de Gran Bretaña desde 2000 a. C., fueron unificadas por los druidas, los cuales fueron uno de los primeros grupos que usaron cristales en la adivinación. La religión druídica tenía semejanzas con la religión megalítica de la antigua Gran Bretaña, por lo que es posible que de ellos haya venido el uso de este tipo de adivinación.[cita requerida]
Más tarde, durante el Medioevo en la Europa Central (500-1500), videntes, magos, hechiceros, médiums, astrólogos, adivinos y todos los demás adivinadores también usaron cristales para «ver» el pasado, el presente o el futuro.[cita requerida]
El berilo, debido a su naturaleza transparente, fue a menudo usado en los procesos adivinatorios. Los montañeses escoceses llamaron a estos objetos «piedras de energía». Y aunque las primeras bolas de cristal fueron hechas de berilo, este material fue sustituido más tarde por el cristal de roca, una roca aún más hialina.
La tercera bola de cristal más grande de la historia se encuentra en el museo Penn la cual perteneció a la emperatriz china Cixí durante la dinastía Qing.

## Bolas de cristal en la protociencia
El doctor John Dee (1527-1608 o 1609) célebre matemático, astrónomo, astrólogo, geógrafo y consultor británico de la reina Isabel I dedicó buena parte de su vida a la alquimia, la adivinación y a la filosofía hermética; y fue, asimismo, conocido por su uso de bolas de cristal en su trabajo.